# Черенков, Алексей Васильевич
Алексе́й Васи́льевич Черенко́в — советский государственный и политический деятель.

## Биография
Член ВКП(б).
Участник Великой Отечественной войны, инженер-капитан.
С 1945 года — на общественной и политической работе. В 1945—1966 гг. — директор Центрального научно-исследовательского института связи, директор Государственного научно-исследовательского института по радиовещанию, радиосвязи и радиофикации, министр связи РСФСР, начальник Главного управления Министерства радиопромышленности СССР.
Избирался депутатом Верховного Совета РСФСР 4-го, 5-го, 6-го созывов.